# بيلي بوك
بيلي بوك (بالإنجليزية: Billy Bock)‏ (30 أبريل 1935 - 8 يوليو 2003) هو مدرب كرة سلة ولاعب كرة قاعدة ولاعب كرة سلة وملاكم أمريكي، صنّف ضمن فئة كرة السلة للرجال.